# 열대야 (2025년 영화)
"열대야"는 2025년 공개 예정인 대한민국의 영화이다. 모든 촬영은 태국에서 진행될 예정이다.

## 출연
- 우도환 : 태강 역
- 장동건 : 백도준 역
- 이혜리 : 아리 역
- 박성훈 : 만수 역
- 김민석 : 짱구 역
- 김민 : 광수 역